# Aubrey Peeples
Aubrey Peeples (Lake Mary, 27 de noviembre de 1993) es una actriz y cantante estadounidense que ha sido invitada en algunos programas y anuncios publicitarios. Conocida por su papel de Layla Grant en la serie de ABC Nashville (2012), también interpretó a Cassidy en Austin & Ally y apareció en la película Sharknado del canal SyFy (2013).

## Biografía
Aubrey Peeples recibió el Premio de Educación del Presidente para la Excelencia Académica Sobresaliente y Premio del Decano para la Ciudadanía Sobresaliente 2005-2008. En la escuela secundaria, obtuvo el graduado con las mejores calificaciones. Perteneció a sociedades juveniles como la Sociedad Nacional Juvenil de Honor o la National Latin Honor Society. 

## Carrera
Aubrey ha intervenido en cierta cantidad de espectáculos y publicidad. También ha estado en varias producciones de teatro musical. Las producciones son:
- Thoroughly Modern Millie - Millie
- Let’s Face the Music[2] - Joven Adele Astaire
- Ramona Quimby[2] - Beezus
- The Sound of Music (2 participaciones) - Liesl / Brigitta
- Charlie and the Chocolate Factory - Veruca Salt
- Seussical the Musical - Jo Jo
- Oliver - Oliver
- Disney’s Alice in Wonderland - Alice

Peeples tiene mucha experiencia. Ha actuado en más de 30 obras de teatro.

## Filmografía
| Año           | Título                         | Personaje          | Notas / Episodios |
| ------------- | ------------------------------ | ------------------ | --- |
| 2009          | Ace Ventura: Pet Detective Jr. | Daniella           | Película de televisión |
| 2010          | Drop Dead Diva                 | Madison Thomas     | "Bad Girls" (temporada 2, episodio 12)                                                                                     |
| 2011          | Los Ángeles de Charlie         | Sarah Daniels      | "Angel With a Broken Wing" (temporada 1, episodio 1)                                                                       |
| 2011          | Burn Notice                    | Sophie Resnick     | "Necessary Evil" (temporada 5, episodio 15)                                                                                |
| 2011-2012     | Necessary Roughness            | Winter             | "Spinning Out" (temporada 1, episodio 3) "Poker Face" (temporada 1, episodio 5) "Mr. Irrelevant" (temporada 2, episodio 5) |
| 2012          | Austin & Ally                  | Cassidy            | "Diners & Daters" (temporada 1, episodio 16)                                                                               |
| 2013          | Grey's Anatomy                 | Novia Super Sexy   | "The End is the Beginning is the End" (temporada 9, episodio 11)                                                           |
| 2013          | Sharknado                      | Claudia            | Película de televisión |
| 2013–16       | Nashville                      | Layla Grant        | Temporadas 2, 3 y 4; 54 episodios                                                                                          |
| 2014          | Tokarev                        | Caitlin Maguire    | Largometraje |
| 2014          | Tears of gold                  | Lunna              | Película, Rol Principal |
| 2014-presente | Summer Camp Adventure Island   | Scarlett           | Rol recurrente |
| 2015          | Jem and the Holograms          | Jerrica Benton/Jem | Película, Rol principal |